# Tau Chau
Tau Chau (kinesiska: 頭洲, 头洲) är öar i Hongkong (Kina). De ligger i den centrala delen av Hongkong.